# Královské divadlo Toone
Královské divadlo Toone (nizozemsky Koninklijk Poppentheater Toone, francouzsky Théâtre royal de Toone, anglicky Royal Theatre Toone) je historické loutkové divadlo v centru Bruselu v Belgii, které pravidelně uvádí představení inspirovaná klasickými evropskými díly. Je to také jediné tradiční bruselské loutkové divadlo, které je stále v provozu.
Divadlo založil v roce 1830 Antoine Genty známý jako "Toone" v bruselské čtvrti Mallores neboli Malloren. Divadlo dnes stojí v blízkosti náměstí Grand-Place, kam bylo přemístěno v roce 1966. V areálu divadla se také nachází hospůdka, dílna na výrobu loutek, knihovna a muzeum loutek, kde visí již nepoužívané loutky z jeviště divadla Toone a oblíbené postavy kolegů loutkářů z celého světa.

## Historie
Původ bruselského loutkářství pramení o tři století dříve z nařízení vydaného Filipem II. Španělským, synem Karla V., který, nenáviděn obyvatelstvem. Ten nechal zavřít městská divadla, aby se z nich nestala shromažďovací místa, která by mohla popudit občany proti španělským úřadům. Obyvatelé Bruselu tehdy v tajných divadlech nahradili herce poechenelles (loutkami), a tím udrželi divadelní tradici při životě.
Na počátku 19. století byla loutková divadla jednou z nejúspěšnějších forem zábavy pro dospělé v bruselských dělnických čtvrtích. Využívaly pestrý repertoár vypůjčený z populárních legend, rytířských příběhů, oper a dokonce i náboženských nebo historických děl, rozdělených do aktů a interpretovaných velmi volně. Byly také prostředkem lidové výchovy. Negramotní lidé si totiž nemohli dovolit operu ani velká divadla. Loutková divadla jim tak umožnila držet krok s kulturním děním.
Tradice loutkového divadla jako prostředku svobodného vyjádření přetrvává dodnes, a Královské divadlo ji nadále hrdě udržuje. José Géal (neboli Toone VII.) výrazně rozšířil jeho dosah tím, že začal představení uvádět nejen pro anglicky mluvící publikum, ale také ve španělštině, italštině a němčině. Díky tomu se stalo divadlo přístupnější širšímu evropskému publiku a zároveň podporuje porozumění mezi různými jazyky a kulturami.

## Organizace
Královské divadlo Toone funguje jako nezisková organizace, jejíž správní rada zahrnuje i zástupce Města Brusel. Sídlí v souboru budov ze 17. století, které se nacházejí v ochranném pásmu světového dědictví Grand Place. Hlavní budova divadla patří Městu Brusel, zatímco přilehlé prostory spadají pod region Brusel-hlavní město. Tyto přístavby prošly rekonstrukcí v letech 2016 až 2018.
Divadlo řídí ředitel společně se zakládajícím prezidentem. Scénáře k představením často vznikají v úzké spolupráci režiséra a producenta. Na vzdělávacích aktivitách se podílejí i studenti. Rozpočet divadla je pokrýván z různých finančních zdrojů a o jeho chod se stará tým oddaných pracovníků, kteří jsou pevně spojeni s jeho posláním.
Dynastie Toone předává své know-how od jednoho člena rodiny Toone na druhého, bez přerušení, prostřednictvím zaváděcího ceremoniálu. Dnes divadlo vlastní Nicolas Géal (Toone VIII.)

## Chod divadla
Dnes Toone VIII. – Nicolas Géal, obklopený svými 6 loutkáři, hraje široký repertoár, od opery až po fantastickou literaturu. Toone hraje všechny postavy. To znamená, že Toone dělá všechny hlasy postav zatímco 6 loutkářů manipuluje s loutkami. Na jedno představení je tedy potřeba 7 lidí. Loutkáři nedělají hlasy z praktických důvodů; předávají si loutky v závislosti na inscenaci. Loutkář tedy nemusí nutně manipulovat se stejnou loutkou po celou dobu představení.
Program vychází z velkých divadelních klasik jako Cyrano z Bergeracu podle Edmonda Rostanda, Tři mušketýři podle Alexandra Dumase nebo dokonce Romeo a Julie podle Williama Shakespeara. Díly jsou však přepracovány a upraveny, takže si uchovávají originalitu.

## Poloha
Divadlo se nachází severně od Grand-Place, na konci dvou úzkých uliček známých jako Impasse Schuddeveld (Schuddeveldgang) a Impasse Sainte-Pétronille (Sint-Petronillagang), které vedou z ulice rue du Marché aux Herbes 66 (Grasmarkt). Tato čtvrť, od 60. let známá pod názvem Îlot Sacré neboli „Svatý blok“, si získala své jméno díky odporu vůči tehdejším demoličním projektům. Leží v těsné blízkosti Grand-Place a tvoří ji hustě zastavěné městské bloky, které odrážejí strukturu Bruselu v období středověku. Samotné budovy však pocházejí z tzv. období rekonstrukce, které následovalo po bombardování města v roce 1695.

## Galerie

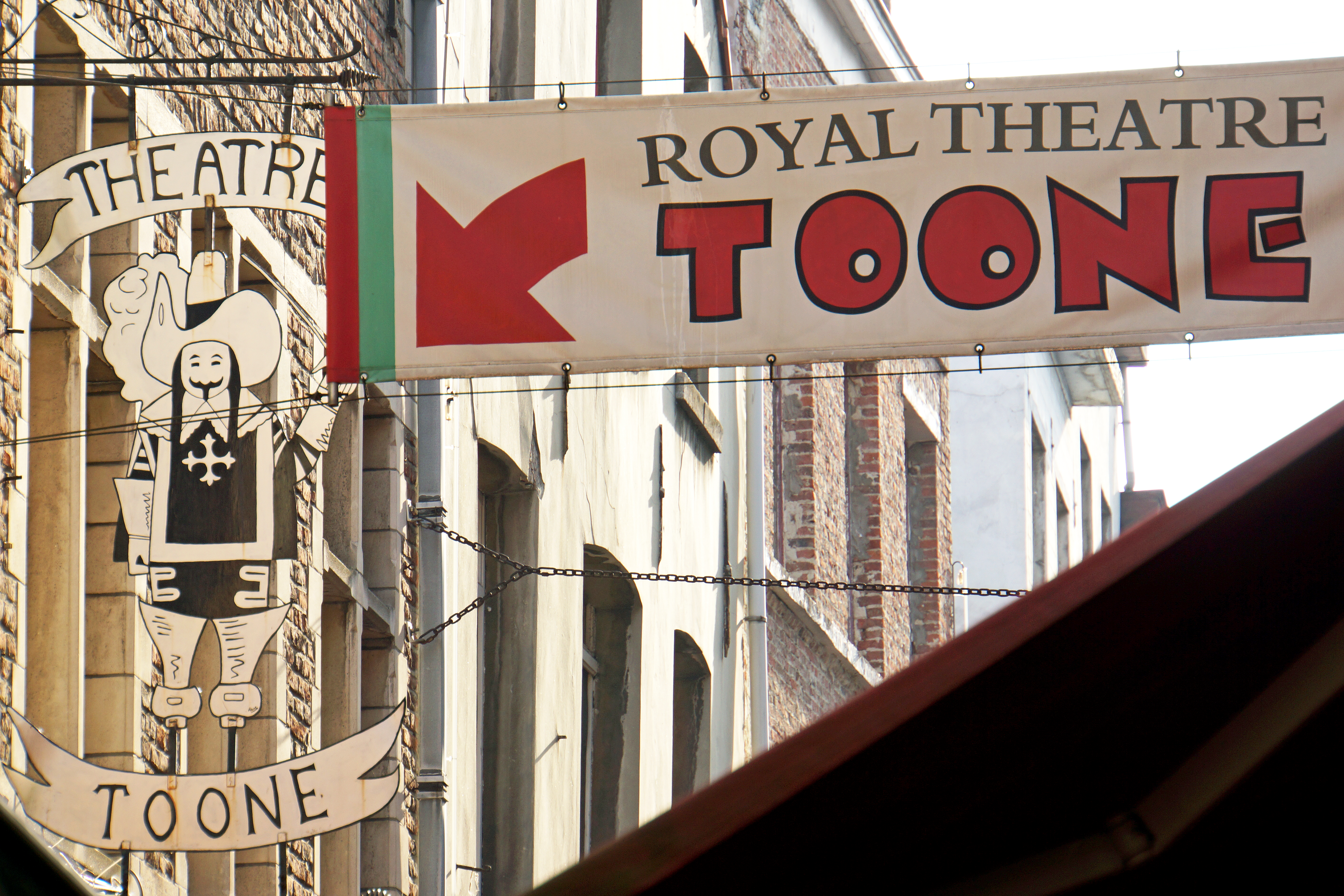
Královské divadlo Toone cedule
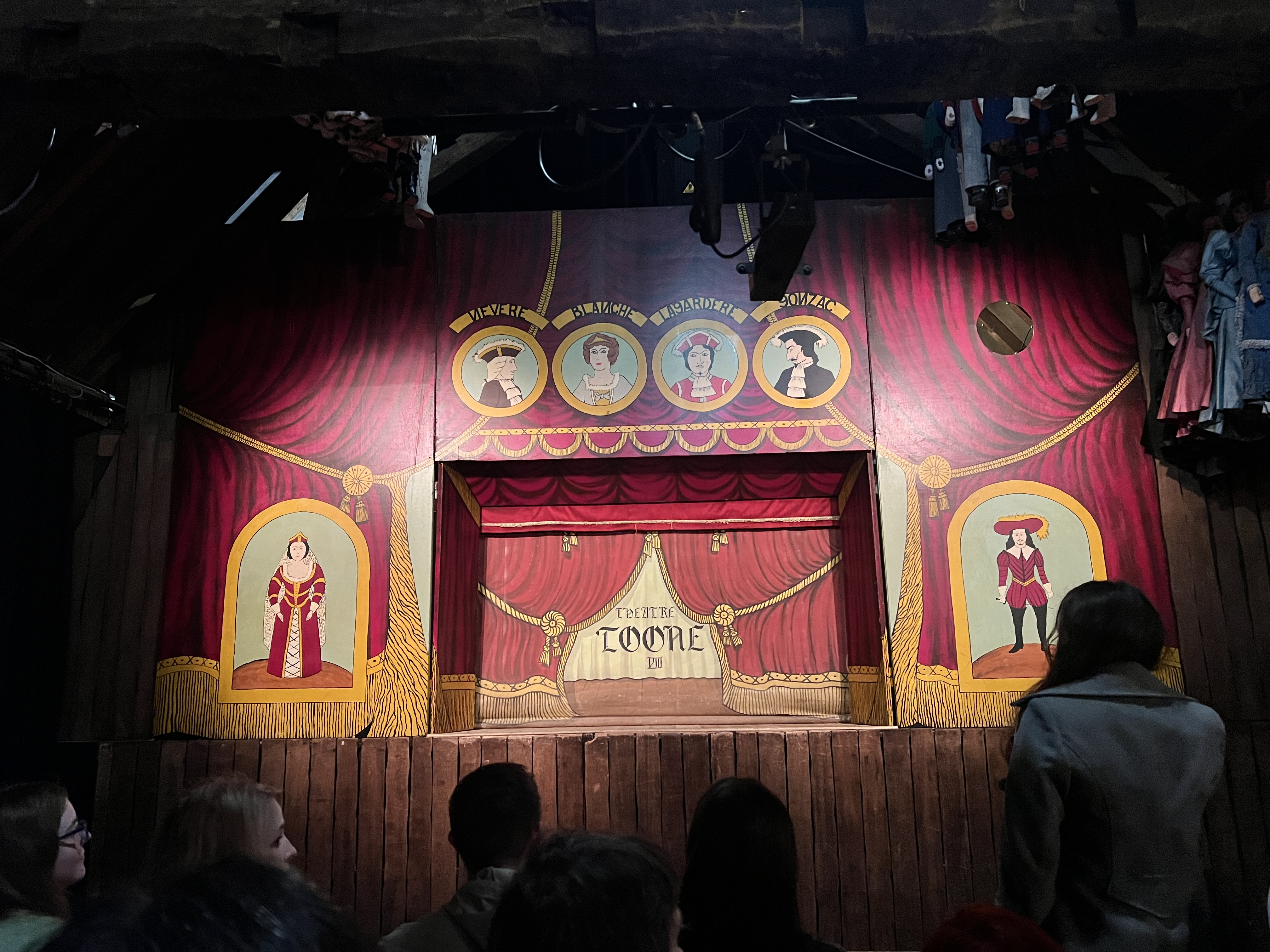
Jeviště Královského divadla Toone
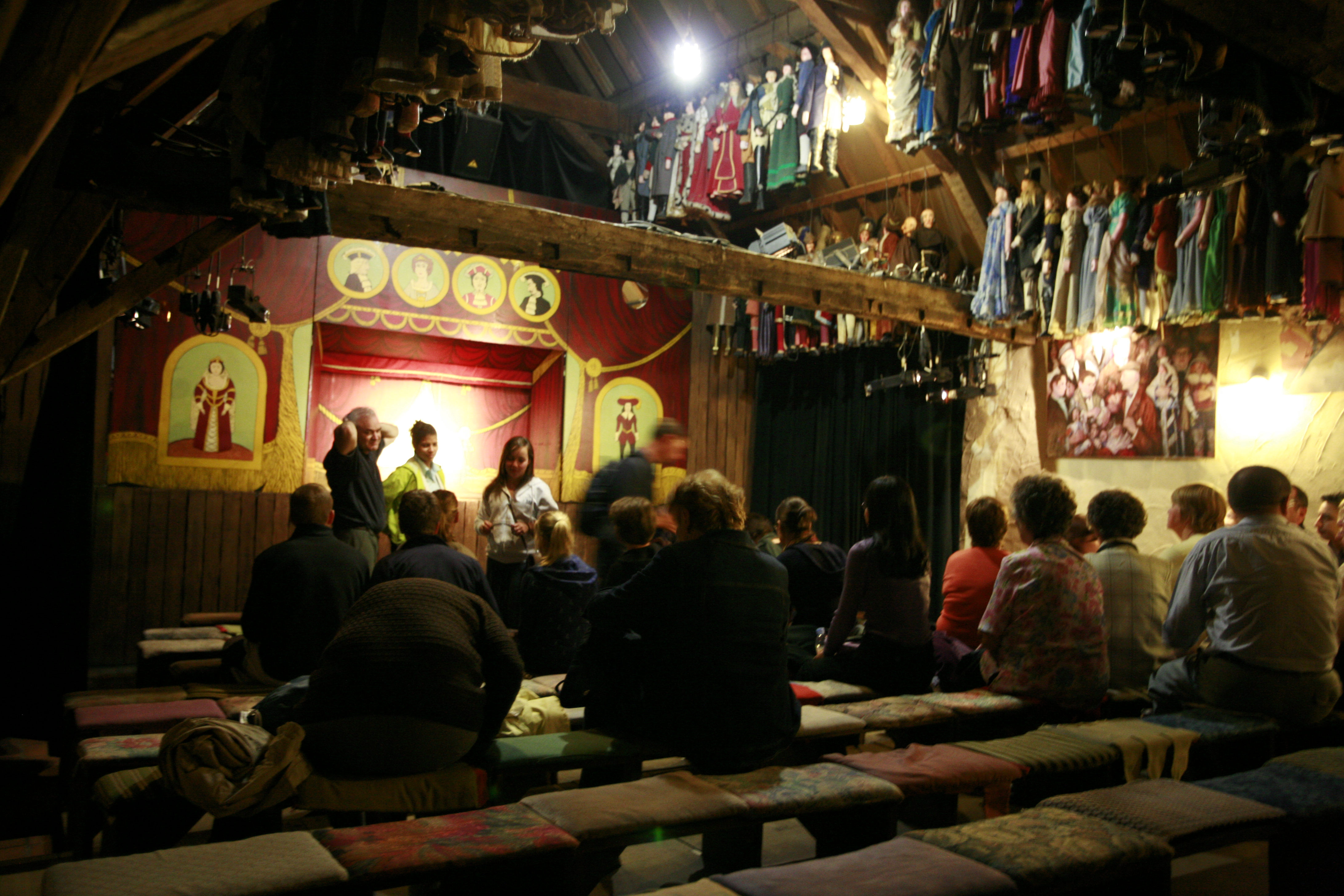
Představení v královském divadle Toone
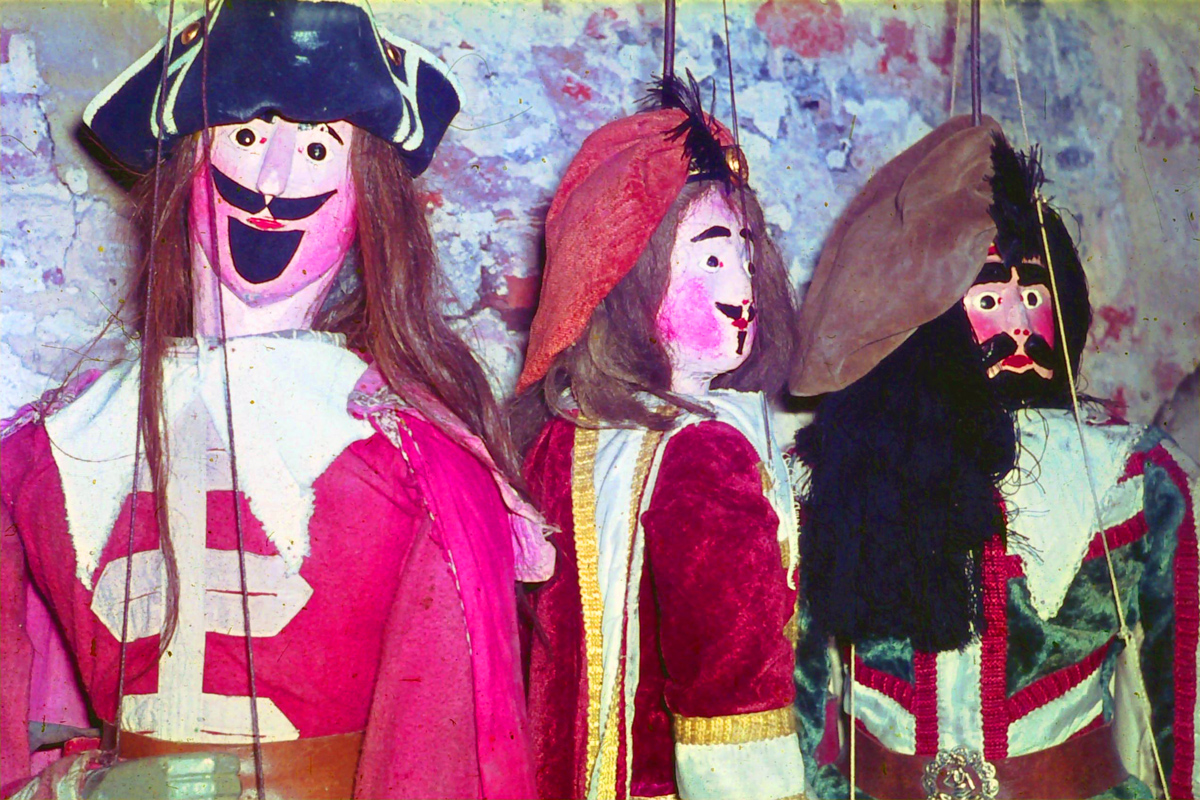
Loutky
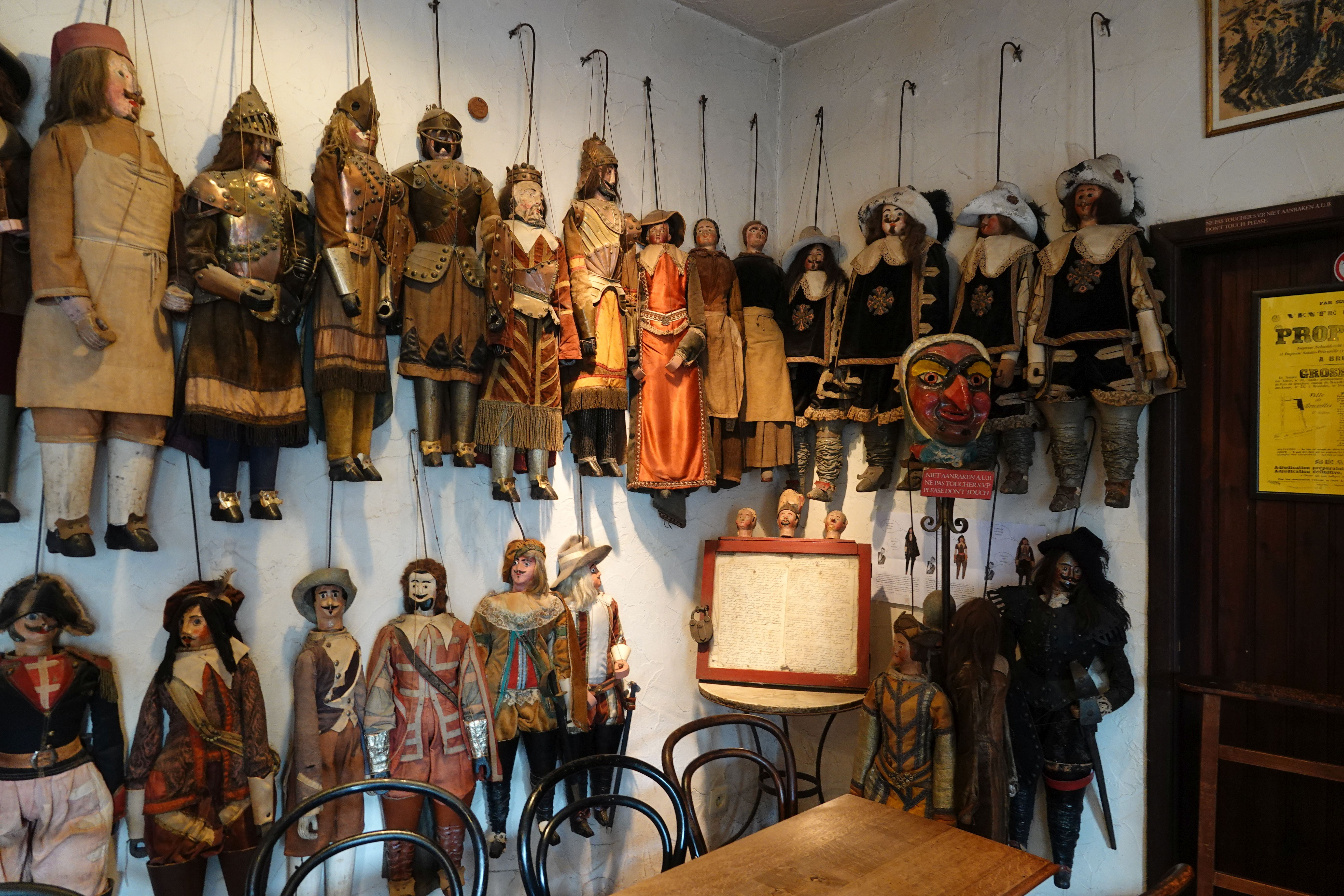
Vystavené loutky
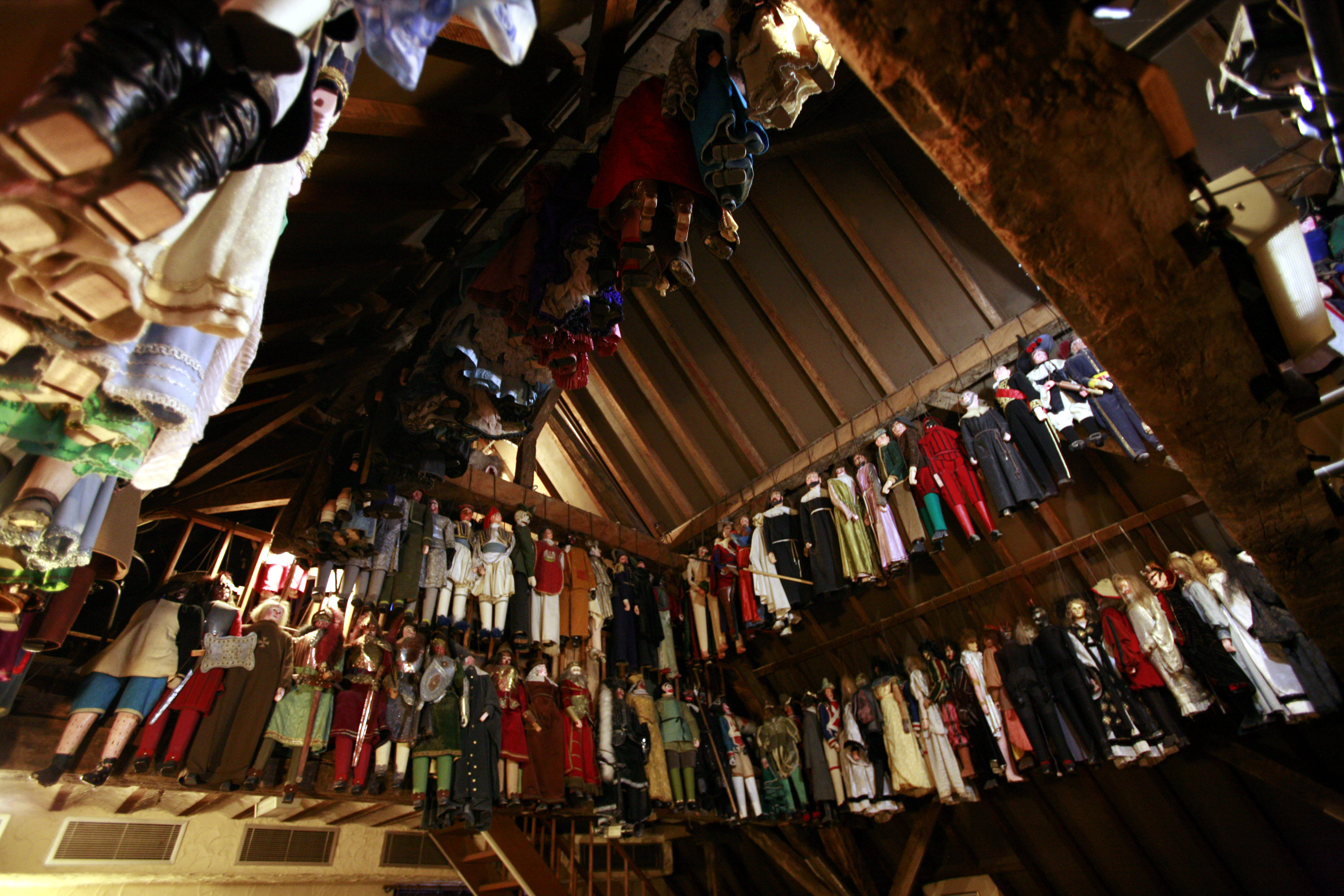
Muzeum starých loutek